# Qiyas
Un qiyas (árabe: قياس qiyās [qɪˈjæːs], 'analogía', 'comparación', 'silogismo'), en la jurisprudencia islámica, es el proceso de analogía deductiva donde las enseñanzas del hadiz se comparan y contrastan con las del Corán para determinar la solución de un problema no cubierto explícitamente por el Corán o la Sunna, con el fin de aplicar una regulación conocida (nass) a una nueva circunstancia para crear una nueva sin depender de una opinión no sistemática.
Solo hay caso cuando el precedente (asl) o paradigma establecido y el nuevo problema (far) que ha surgido compartan las mismas causas operativas o efectivas (عِلّة, ʿillah). La 'illah es el conjunto específico de circunstancias que desencadenan la acción de una determinada ley. 
Al-Ghazali define qiyas como: «La deducción de las reglas de derecho por el razonamiento» (Al-Mustasfa, I, 4). No lo considera como fuente del derecho en sí mismo, sino como fuente secundaria, en cuanto la analogía se basa únicamente en las fuentes.
Junto con el Corán, la Sunna y la ijma constituye una de las cuatro fuentes de la jurisprudencia islámica (usul al-fiqh). 
Entre los musulmanes sunitas, Qiyas ha sido aceptada como una fuente secundaria de la sharía junto con la Ijmaʿ, después de las fuentes primarias del Corán y la Sunna.

## Ejemplos de analogía jurídica
- Un ejemplo de qiyas-i-Jali o qiyas evidente es el siguiente: El vino está prohibido en el Corán bajo la palabra jamr, que literalmente se refiere a cualquier cosa que produzca embriaguez; por tanto, es evidente que el opio y las demás drogas intoxicantes también están prohibidas.

- El consumo de vino está condenado por un hudud (pena fija) porque produce embriaguez. Esta 'causa' permite, por una analogía hecha por los shafiitas, condenar también el consumo de cualquier bebida fermentada que produzca embriaguez.[2] Sin embargo, los hanafíes, que también prohíben el consumo de bebidas embriagantes, consideran que no hay necesidad , en este caso, de proceder por analogía y que esta prohibición general se seguiría de una simple consecuencia lógica de los textos.[2] Este ejemplo muestra cómo la jurisprudencia musulmana parte de los casos concretos previstos en los textos escritos (Corán y Sunna) y luego hace generalizaciones utilizando analogías sobre casos específicos. No parte aquí de principios generales, que pueden invocarse, sin embargo: se supone que cualquier regla de derecho prescrita por la sharía promueve la maslaha, o 'interés público', lo que a veces permite a un juez decidir en contra de un razonamiento legal estricto para promover el bien: entonces se basa en la istislah, o 'preferencia legal'. Este procedimiento permite, en particular, adaptar el derecho a las costumbres específicas de un lugar y una época. determinados.

- Un ejemplo del uso de qiyas es el caso de la prohibición de vender o comprar bienes después de la última llamada a las oraciones del viernes hasta el final de la oración que se establece en el Corán 62:9.Corán 3.72-79 Por analogía, esta prohibición se extiende a otras transacciones y actividades como el trabajo agrícola y la administración.[3] Otro ejemplo, la causa operativa de la prohibición del alcohol es que embriaga la mente. Por lo tanto, todo lo que intoxica la mente, como los narcóticos, también está prohibido por el uso de la analogía.

- Otro ejemplo se refiere al divorcio judicial (talaq) pronunciado por vicio prohibitivo, autorizado en virtud de una analogía con el vicio oculto durante una venta.[4]

## La analogía según las diferentes escuelas jurídicas
La analogía como fuente del derecho fue fuertemente cuestionada por varios tradicionalistas (los zahiritas se oponían categóricamente a ella, lo mismo que Ibn Hazm, etc.), pero ya en el siglo II de la hégira era utilizada por juristas, algunos de los cuales fueron los maestros del imán Abu Hanífah (fallecido en 150/767) que lo aplicaron sistemáticamente. El imán Ash-Shafi'i, fundador de la escuela (madhhab) shafiita, precisó la naturaleza de los qiyas basándose en la búsqueda de la 'causa' de una decisión.
Por el contrario, el pensador reformista Mohamed Talbi (1921-2017) criticaba la analogía por imponer razonamientos del pasado: “Examina el presente con la vara del pasado. Es básicamente una lectura retrospectiva del texto.»
El qiyas es utilizado - con mayor o menor frecuencia - por las cuatro escuelas jurídicas del sunismo, siendo los hanafíes los que más lo usan y los hanbalíes los que menos.

## Qiyas y la inquisición (Mihna)
La Inquisición islámica que tuvo lugar a mediados del siglo IX, iniciada por el califa mutazilí al-Mamún, aseguró la persecución de muchos eruditos que no estaban de acuerdo con las opiniones racionalistas del califa. El más famoso de estos eruditos perseguidos fue Ahmad ibn Hanbal, que mantuvo su opinión de que el Corán no fue creado, sino que era eterno.
El profesor Wael Hallaq argumenta que la Mihna no trataba solo de si se creó o no el Corán. Los temas de ra’y, qiyas y racionalismo estaban todos representados dentro de la Inquisición, y Hallaq afirma que: “La Mihna llevó a un clímax la lucha entre dos movimientos opuestos: los tradicionalistas, cuya causa defendía Ibn Hanbal; y los racionalistas, encabezados por los califas y los mutazilíes, entre los cuales había muchos hanafíes”.
Christopher Melchert argumenta de manera similar que la Mihna demostró una relación entre los hanafíes de Bagdad, que hacían un uso intensivo de los qiyas, y los mutazilíes.

## Debate histórico
Durante la Edad Media, existía un debate lógico entre los lógicos, filósofos y teólogos islámicos sobre si el término qiyas se refería al razonamiento analógico, al razonamiento inductivo o al silogismo categórico. Algunos eruditos islámicos argumentaron que qiyas se refería al razonamiento inductivo, con lo que Ibn Hazm (994-1064) no estuvo de acuerdo, argumentando que qiyas no se refería al razonamiento inductivo, sino al silogismo categórico en un sentido real y al razonamiento analógico en un sentido metafórico. Por otro lado, al-Ghazali (1058-1111) e Ibn Qudamah (1147-1223) argumentaron que qiyas se refería al razonamiento analógico en un sentido real y al silogismo categórico en un sentido metafórico. Otros eruditos islámicos de la época argumentaron que el término qiyas se refería tanto al razonamiento analógico como al silogismo categórico en un sentido real.